# Phylloderma stenops
Phylloderma stenops är en fladdermusart som beskrevs av Peters 1865. Phylloderma stenops är ensam i släktet Phylloderma som ingår i familjen bladnäsor. IUCN kategoriserar arten globalt som livskraftig.
Inga underarter finns listade i Catalogue of Life. Wilson & Reeder (2005) skiljer mellan tre underarter.

## Utseende
Individerna blir 85 till 120 mm långa (huvud och bål), har en 16 till 22 mm lång svans och väger i genomsnitt 47 g. Underarmarna är 67 till 80 mm långa. På ovansidan har arten en mörkbrun färg och undersidan är allmänt ljusare. Flygmembranen kan vara mörkbrun som pälsen eller svartbrun. Liksom de flesta andra medlemmar av familjen har arten ett blad (hudflik) på näsan. Phylloderma stenops motsvarar släktet Phyllostomus i kroppsbyggnaden men avviker i tändernas konstruktion. Arten har smala nedre molarer och en liten tredje premolar i underkäkens halvor. Hos hanar finns en säckformig körtel på strupen.

## Utbredning och habitat
Denna fladdermus förekommer i Central- och Sydamerika från södra Mexiko till centrala Bolivia och sydöstra Brasilien. Den vistas i låglandet och i bergstrakter upp till 2600 meter över havet. Phylloderma stenops lever främst i tropiska städsegröna skogar och den kan i viss mån anpassa sig till landskapsförändringar. Vanligen observeras arten nära vattenansamlingar som vattendrag eller träsk.

## Ekologi
Individerna äter frukter och insekter samt insektslarver. I sällsynta fall jagar de mindre ryggradsdjur. Honor föder en unge per kull. Det är inte känt var fladdermusen gömmer sig för att sova.